# Grallaria saltuensis
El tororoí del Perijá (Grallaria saltuensis), es una especie –o la subespecie Grallaria rufula saltuensis, dependiendo de la clasificación considerada– de ave paseriforme de la familia Grallariidae, perteneciente al numeroso género Grallaria. Es endémica de una pequeña región de la frontera del noreste de Colombia y noroeste de Venezuela.

## Distribución y hábitat
Se encuentra en la Serranía del Perijá, en la frontera Colombia - Venezuela.
El hábitat natural de esta especie es el suelo o cerca de él, del sotobosque de bosques húmedos de montaña tropicales o subtropicales entre los 2300 y los 3650 m de altitud.

## Estado de conservación
El tororoí del Perijá ha sido calificado como amenazado de extinción por la Unión Internacional para la Conservación de la Naturaleza (IUCN) debido a que su población, pequeña y fragmentada, estimada entre 2500 y 10 000 individuos maduros, se presume decadente debido a la continua degradación y fragmentación de su hábitat.

## Sistemática

### Descripción original
La especie G. saltuensis fue descrita por primera vez por el ornitólogo estadounidense Alexander Wetmore en 1946 bajo el nombre científico de subespecie Grallaria rufula saltuensis; la localidad tipo es: «sur de South Teta sobre Airoca, 9500–10,000 pies [c. 2900–3050 m], Sierra de Perijá, Magdalena, Colombia».

### Etimología
El nombre genérico femenino «Grallaria» deriva del latín moderno «grallarius»: que camina sobre zancos; zancudo; y el nombre de la especie «saltuensis», proviene del latín «saltus»: clarera, pastizal entre bosques.

### Taxonomía
La presente es tratada como una subespecie del tororoí rufo  (Grallaria rufula), pero las clasificaciones Aves del Mundo (HBW) y Birdlife International (BLI) la consideran una especie separada, con base en diferencias morfológicas, de plumaje y vocales. Sin embargo esto no ha sido todavía reconocido por otras clasificaciones. Es monotípica.
Las principales diferencias apuntadas por HBW para justificar la separación del complejo G. rufula son: es más pálida, con mucho menos rufo en las partes inferiores; las partes superiores son de color pardo-oliva y no rufo-pardo cálido; presenta un anillo ocular pálido bien distintivo y considerablemente mayor; adicionalmente parece haber diferencias vocales, pero la información es incompleta y los análisis no finalizados. También se ha dicho que podría pertenecer a Grallaria quitensis, pero es mucho menor, con el pico parduzco pálido y no negruzco liso; auriculares más lisos; por arriba es pardo oliva oscuro y no pardo; las partes inferiores más pálidas, menos teñidas de ocre-beige en la parte ventral.
Los trabajos de Isler et al. (2020) estudiaron las diversas poblaciones del complejo Grallaria rufula, que se distribuye por las selvas húmedas montanas andinas desde el norte de Colombia y adyacente Venezuela hasta el centro de Bolivia. Sus plumajes son generalmente uniformes variando del leonado al canela, y cambian sutilmente en la tonalidad y la saturación a lo largo de su distribución. En contraste, se encontraron diferencias substanciales en las vocalizaciones entre poblaciones geográficamente aisladas o parapátricas. Utilizando una amplia filogenia molecular, y con base en las diferencias diagnósticas en la vocalización, y en el plumaje donde pertinente, los autores identificaron dieciséis poblaciones diferentes al nivel de especies, siendo tres ya existentes (G. rufula, G. blakei y G. rufocinerea), siete previamente designadas como subespecies (una de ellas, la presente especie) y, notablemente, seis nuevas especies.